# Модровка
Модровка (слч. Modrovka) насељено је мјесто са административним статусом сеоске општине (слч. obec) у округу Ново Место на Ваху, у Тренчинском крају, Словачка Република.

## Становништво
| Година:    | 1994. | 2004.   | 2014.   | 2024.    |
| ---------- | ----- | ------- | ------- | -------- |
| Број људи: | 238   | 224     | 203     | 228      |
| Разлика:   |       | -5,88 % | -9,37 % | +12,31 % |

| Година:    | 2023. | 2024.   |
| ---------- | ----- | ------- |
| Број људи: | 224   | 228     |
| Разлика:   |       | +1,78 % |

Према подацима о броју становника из 2024. године насеље је имало 228 становника.